# Friedrich Carl Gottlob von Kleist
Friedrich Carl Gottlob von Kleist (* 12. Februar 1771 in Kahren; † 19. Oktober 1847) war ein preußischer Major und Ritter des Ordens Pour le Mérite.

## Leben

### Herkunft und familiäres Umfeld
Friedrich Carl Gottlob von Kleist entstammte der Linie Muttrin-Damen seines aus Pommern kommenden, in Preußen weitverbreiteten uradeligen Geschlechts. Er war der zweite Sohn des Friedrich Carl Leopold von Kleist (1731–1799), Hauptmann und Herr auf Kahren und Kappatz.

### Militärische Laufbahn
Entsprechend der damaligen Tradition wählte Friedrich Carl Gottlob als nicht erbberechtigter zweiter Sohn den Beruf eines Soldaten. Er wurde Kavallerist und am 8. Mai 1788 Fähnrich im Dragonerregiment „von Bosse“. Am 3. November 1790 wurde er zum Leutnant sowie am 14. März 1799 zum Premierleutnant befördert sowie als Generaladjutant verwendet. Nach Ausbruch des Krieges gegen Napoleon nahm er an den Kämpfen in Schlesien teil. Dabei zeichnete er sich besonders in den Kämpfen um Schweidnitz aus und wurde am 10. Februar 1807 zum Stabsrittmeister befördert, nachdem er in einem Gefecht bei Waldenburg verwundet worden war. Sein Kommandeur, der Generalleutnant Graf von Götzen, hatte dem König Friedrich Wilhelm III. in einem Rapport vom 14. Februar 1807 berichtet: „Durch eine Rekognoszierung gegen Schweidnitz wisssen wir, daß sich der ca. 7000 Mann starke Feind stark verschanzt hat. Bei dieser Rekognoszierung (8. Februar 1807) wurden 80 Gefangene eingebracht. Dies geschah auf dem Rückzug. Die feindliche Kavallerie, etwa 250 Pferde, verfolgten den Rittmeister von Stössel, der nur 80 Pferde hatte. Der sehr brave Leutnant von Kleist attakierte mit seinem Zug. Da sich nun alles vom Feinde auf ihn warf, öffneten sich die beiden anderen Trupps und feuerten auf die Feinde. Der Feind kehrte um und ward so lebhaft verfolgt, daß er sich nicht wieder setzen konnte und außer den Gefangenen 20-30 Todte und Verwundete hatte. Wir verloren keinen Mann. Der Leutnant Kleist wurde blessiert.“
Am 10. Oktober 1807 rapportierte Graf von Götzen erneut an den König: „Rittmeister von Kleist hat sich am Blauen Ranzen (8. Februar), wo er blessiert wurde, besonders ausgezeichnet. Bei vorzüglicher Bravour besitzt er viel Dienstkenntniß, Applikation und einen trefflichen moralischen Karakter. Für ihn würde ich unterthänigst um den VO bitten“. Der König bewilligte daraufhin Kleist am 17. Dezember 1807 den Orden Pour le Mérite.
Nach Kriegsende diente er zunächst bei der inaktiven Schlesischen Kavallerie und seit dem 18. Februar 1809 Eskadronchef im neuen 2. Schlesischen Husaren-Regiment. Am 17. Oktober 1811 wurde er als Major unter Gewährung einer jährlichen Pension von 300 Reichsthalern verabschiedet.
Mit seinem Bruder besaß Kleist seit 1772 die väterlichen Güter Kahren und Koppatz-Antheil im Kreise Cottbus. Seit dem 13. September 1808 war er in kinderloser Ehe mit Nanerte Klingmann verheiratet.